# 성황초등학교
성황초등학교는 대한민국 전라남도 광양시에 있는 공립 초등학교이다.

## 학교 연혁
- 2018. 03. 01	제29대 신현 교장 부임
- 2018. 02. 13	제73회 졸업장 수여식 (총 6,286명)
- 1996. 03. 01	성황초등학교 개명
- 1981. 03. 01	병설유치원 개원(1학급)
- 1941. 04. 25	성황공립국민학교 개교(개교기념일)
- 1938. 06. 16	골약공립심상소학교 부설 간이소학교 인가

## 참고 자료
- 성황초등학교 - 한국교육학술정보원 학교알리미